# Aurélien Paret-Peintre
Aurélien Paret-Peintre (født 27. februar 1996 i Annemasse) er en cykelrytter fra Frankrig, der er på kontrakt hos Decathlon-AG2R La Mondiale.

## Karriere
I 2018 kom Paret-Peintre på UCI World Touren, da han fik kontrakt med franske Ag2r-La Mondiale. I juni 2021 forlængede parterne aftalen, så den var gældende indtil udgangen af 2024.